# Zbigniew Czajkowski
Zbigniew Czajkowski (Modlin, 1921. február 5. – 2019. február 8.) világbajnoki bronzérmes lengyel vívó, edző.

## Sportpályafutása
Az 1953-as brüsszeli világbajnokságon kard csapatban bronzérmes lett. Edzőként több versenyzője ért el nemzetközi sikert:
- Bohdan Gonsior, világbajnoki bronzérmes (1963, párbajtőr)
- Egon Franke, olimpiai bajnok (1964, tőr)
- Elżbieta Cymerman, kilencszeres lengyel bajnok (tőr), Universiade ezüstérmes
- Jacek Bierkowski, világbajnoki ezüstérmes (1975, kard)
- Magdalena Jeziorowska, Európa-bajnok (1996, párbajtőr)